# 22-й округ департамента Нор
22-й избирательный округ департамента Нор  существовал до 2012 г. и включал три кантона округа Авен-сюр-Эльп: Берлемон, Кенуа-Эст, Кенуа-Вест и три кантона округа Камбре: Карньер, Като-Камбрези, Солем. Общая численность населения по данным Национального института статистики за 2008 г. — 98 771 чел.
С 2012 г. 22-й округ упразднён.
|  | Начало срока      | Конец срока       | Депутат        | Партия                  |
|  | ----------------- | ----------------- | -------------- | ----------------------- |
|  | 26 июня 2007 г.   | 17 июня 2012 г.   | Кристиан Батай | Социалистическая партия |
|  | 19 июня 2002 г.   | 25 июня 2007 г.   | Кристиан Батай | Социалистическая партия |
|  | 12 июня 1997 г.   | 18 июня 2002 г.   | Кристиан Батай | Социалистическая партия |
|  | 02 апреля 1993 г. | 21 апреля 1997 г. | Кристиан Батай | Социалистическая партия |
|  | 23 июня 1988 г.   | 01 апреля 1993 г. | Кристиан Батай | Социалистическая партия |
|  | 02 июля 1981 г.   | 01 апреля 1986 г. | Поль Моруа     | Социалистическая партия |
|  | 03 апреля 1978 г. | 22 мая 1981 г.    | Клод Варньи    | Коммунистическая партия |

## Результаты выборов
|  | Кандидат       | Партия | Кол-во голосов | % голосов |
|  | -------------- | ------ | -------------- | --------- |
|  | Кристиан Батай | СП     | 24 487         | 52,78     |
|  | Мари-Софи Лен  | СНД    | 21 909         | 47,22     |

|        | Кандидат       | Партия | Кол-во голосов | % голосов |
| ------ | -------------- | ------ | -------------- | --------- |
|        | Мари-Софи Лен  | СНД    | 16 597         | 36,48     |
|        | Кристиан Батай | СП     | 13 776         | 30,28     |
|        | Бернар Боду    | ФКП    | 6333           | 13,92     |
|        | Жан Дисдье     | НФ     | 2847           | 6,26      |
|        | Сесиль Мерсье  | ДД     | 2089           | 4,59      |
| Прочие | Прочие         | Прочие |                | менее 4 % |